# Western Games
Western Games è un videogioco sportivo multievento a tema western parodico, pubblicato nel 1987 per gli home computer Amiga, Amstrad CPC, Atari ST e Commodore 64 dall'editrice tedesca Magic Bytes (distribuito dalla Ariolasoft). In Nordamerica fu pubblicato in licenza dalla DigiTek Software di Tampa, per Amiga e Commodore 64.

## Modalità di gioco
Sono presenti sei discipline e si può scegliere se competere in tutte nell'ordine prestabilito o solo in una a scelta. Tutte le prove coinvolgono due cowboy concorrenti in simultanea e possono essere affrontate da due giocatori umani oppure da un giocatore contro il computer, che controlla un personaggio chiamato MacSlow. Tutti gli eventi sono rappresentati con scene a schermata fissa in stile cartone animato, con personaggi animati di contorno che occasionalmente commentano tramite fumetti. In cima allo schermo c'è un pannello con i punteggi in dollari e tre finestrelle che indicano graficamente lo stato dei concorrenti e della prova. Le sei prove sono:
- Armwrestling (braccio di ferro) - La forza del proprio braccio si aumenta dando ripetutamente un comando in sincronia con un indicatore di muscolo che pulsa ritmicamente. Quando l'arbitro si distrae è possibile anche rubare aiutandosi con l'altro braccio, ma se se ne accorge viene dato punto all'avversario.
- Beer shooting (tiro alle birre) - Due scemi del villaggio reggono in mano due boccali di birra e poi altri oggetti da bar e i concorrenti devono sparare al proprio bersaglio prima che lo faccia l'avversario. Si deve estrarre la pistola quando il barista dà il segnale, poi sparare controllando un mirino.
- Quid spitting (sputo del tabacco) - Sputando del tabacco da masticare si deve centrare la sputacchiera dell'avversario. Con appositi comandi si deve mordere il tabacco, masticare con un movimento ritmico fino a ottenere la giusta consistenza, poi regolare l'angolo e la forza di sputo. Si può centrare anche la faccia dell'avversario, ottenendo di rallentarlo per un po'.
- Dancing (ballo) - Prima una ballerina sul palco compie una serie di movimenti a suon di musica, poi i due concorrenti ne prendono il posto e devono cercare di ripetere le stesse mosse. Ci sono 9 diversi comandi di movimento possibili. Quando si va fuori tempo si deve pagare una birra al pianista e ogni concorrente ha a disposizione tre birre.
- Milking (mungitura) - L'unico evento che si svolge all'aperto anziché nel saloon. Ciascun concorrente deve mungere la rispettiva mucca facendo ripetutamente una serie precisa di otto mosse, andando a ritmo con l'indicatore delle mammelle. La mucca, se insoddisfatta, prende a codate in testa il concorrente. Si possono anche dare gomitate all'avversario senza farsi vedere dall'arbitro.
- Eating (mangiata) - Vince chi finisce prima la sua scodella di stufato di fagioli. Servono comandi specifici per immergere il cucchiaio, regolarne il riempimento, mettere in bocca, masticare con un veloce movimento ritmico, ingoiare, bere di tanto in tanto per aiutarsi. Ingoiare senza aver masticato a sufficienza fa ruttare e perdere tempo. Si possono anche dare calci all'avversario sotto il tavolo (vedi Commodore User 51; il manuale non lo dice, forse per un errore di confusione con la mungitura, dove invece la gomitata non sembra funzionare).

## Accoglienza
La critica dei suoi tempi accolse tutte le versioni di Western Games con giudizi il più delle volte buoni. Tuttavia secondo diverse riviste (Zzap! 19, Compute!'s Gazette 10, Tilt 52, ACE 5) il gioco, anche se di buona fattura, era penalizzato da sistemi di controllo difficili e poco intuitivi.